# Севилският бръснар
„Севилският бръснар“ (на италиански: Il barbiere di Siviglia, ossia L'inutile precauzione) е опера в две действия от Джоакино Росини – една от най-популярните опери на италианския композитор по либрето в италианска адаптация на Чезаре Стербини. Оригиналното либрето е от едноименната френска комедия на Пиер Бомарше (1775). Премиерата на операта на Росини е на 20 февруари 1816 година в Рим.
Произведението на Росини е сред най-силните образци на класическата музика и оперното изкуство. Над 200 години остава все още изпълнявана на много места по света.

## Либрето
Пред дома на доктор Бартоло, настойник на Розина, е влюбеният в Розина благородник граф Алмавива. Поканил е и улични музиканти за серенада, която се проваля. Наоколо е бръснарят Фигаро, който решава да помогне на графа да покаже любовта си към младото момиче.
Момичето успява да пусне от балкона любовно писмо, като моли ухажора да се представи и той казва фалшиво име – Линдор. Фигаро предлата на Алмавива да се облече като войник и да поиска квартира в дома на доктор Бартоло.
В дома на Бартоло идва Дон Базилио, учител по музика на Розина. Той споделя на ревнивия Бартоло, че в града е граф Алмавива. Бартоло му споделя, че на другия ден възнамерява да се ожени за Розина. Фигаро подслушва разговора им и разказва на Розина, докато тя пише тайни писмо до Линдор.
В къщата нахлува Алмавива, преоблечен като войник, както го е посъветвал Фигаро. Прави се на пиян и успява да предаде писмо на Розина. От шума идва градският караул, който иска да арестува пияния. Но поглежда документа му за самоличност и отстъпва.
Отново в дома на Бартоло нахлува непознат – отново Алмавива, но преоблечен този път като ученик на Дон Базилио, който идва да го замести, защото учителят е болен. Фигаро също идва, за да помогне на Алмавива да има малко повече време с Розина – започва да бръсне Бартоло. Но Бартоло надушва измамата и иска да изгони мнимия учител. В това време нахлува Дон Базилио. Бартоло е решен да се ожени още същата вечер и изпраща Дон Базилио да търси нотариус.
Розина разбира, че Линдор и Алмавива са един и същи човек. Фигаро и Алмавива отново са в дома на Бартоло, искат да избягат с Розина. На входа се сблъскват с Дон Базилио, който води нотариус. Алмавива подкупва Дон Базилио. Нотариусът венчава Алмавива и Розина. Доктор Бартоло нахлува с войници, но е поставен пред свършен факт и се утешава само със зестрата на Розина, която Алмавива оставя.

## Роли
| Роля                                    | Глас      | Участник в премиерата, 20 февруари 1816 Диригент: Джоакино Росини |
| --------------------------------------- | --------- | ----------------------------------------------------------------- |
| Граф Алмавива                           | тенор     | Мануел Гарсия (тенор)                                             |
| Бартоло, лекар, попечител на Розина     | бас       | Бартоломео Ботичели                                               |
| Розина,                                 | контраалт | Гертруд Ригети-Джорджи                                            |
| Фигаро, бръснар                         | баритон   | Луиджи Замбони                                                    |
| Базилио, учител по музика на Розина     | бас       | Зенобио Витарели                                                  |
| Берта, помощница в дома на Бартоло      | сопрано   | Елисавета Лойселет                                                |
| Фиорело, слуга на Алмавива              | бас       | Паоло Биаджели                                                    |
| Амброджио, слуга на Бартоло             | бас       |                                                                   |
| Сержант от полицията                    | бас       |                                                                   |
| Нотариус                                | не пее    |                                                                   |
| Хор: офицери, войници, улични музиканти |           |                                                                   |